# Peripontius dimidiatipennis
Peripontius dimidiatipennis là một loài bọ cánh cứng trong họ Elateridae. Loài này được Reiche & Saulcy miêu tả khoa học năm 1856.